# Garland (Wyoming)
Pour les articles homonymes, voir Garland.
Garland est une ville des États-Unis située dans le comté de Park, au Wyoming, à environ 10 km du Bunch Grass Intergalactic Airport.